# Бізнес під ключ. Як створити компанію, що працюватиме без вас
Бізнес під ключ. Як створити компанію, що працюватиме без вас (англ. Built to Sell: Creating a Business That Can Thrive Without You by John Warrillow) - книжка автора та підприємця Джона Ворілоу, засновника онлайн-застосунку The Sellability Score [Архівовано 22 листопада 2018 у Wayback Machine.], входить в 10 В2В фахівців з продажів в Америці за версією B2B Marketing. Найкраща бізнес-книга 2011 року за версією журналів Fortune та Inc. Вперше опублікована в 2010 році. 

## Огляд книги
Більшість бізнесменів розпочинають власну справу, щоб стати більш незалежними - працювати за вільним графіком, заробляти стільки грошей скільки бажають та пожинати плоди своєї праці. 
За словами Джона Ворілоу помилка #1, якої допускаються підприємці - це бізнес, який занадто залежний від них. Таким чином, коли приходить час його продавати, вони не впевнені, що компанії (навіть прибутковій) вдасться вистояти на ринку. Їхній бізнес без них нічого не вартий. Щоб продемонструвати це, автор знайомить нас з підприємцем Алексом, який докладає всіх зусиль аби продати власне рекламне агентство. За порадою Алекс звертається до Теда - підприємця та старого друга сім‘ї, який радить йому внести три основні критерії в свій бізнес: 
- Навчання: зосередитись на тих продуктах і послугах, яким ви зможете навчити підлеглих;
- Ціннісність: уникати цінових воєн;
- Повторюваність: створюйте постійний дохід на основі продукту, який споживачі куплятимуть часто.  [Архівовано 1 червня 2019 у Wayback Machine.]

Хороші новини полягають в тому, що підприємці в змозі вжити певних заходів, щоб зробити свій бізнес привабливим не залежно від того, на якому етапі діяльності вони знаходяться. 
Керуйте своєю компанією та не дозволяйте їй керувати вами. Автор вчить цьому та детально пояснює кроки створення стабільної, прибуткової та довготривалої справи.  [Архівовано 18 листопада 2018 у Wayback Machine.]

## Переклад українською
- Ворілоу, Джон. Бізнес під ключ. Як створити компанію, що працюватиме без вас / пер. Анастасія Дудченко. К.: Наш Формат, 2018. —  168с. — ISBN 978-617-7552-94-8